# Дачная (платформа Белорусской железной дороги)
Да́чная (бел. Да́чная) — остановочный пункт электропоездов в Осиповичском районе (Могилёвская область, Белоруссия).
Расположен между станцией Татарка и остановочным пунктом Гай (отрезок Осиповичи — Жлобин железнодорожной линии Минск — Гомель). 
Примерное время в пути со всеми остановками от ст. Минск-Пассажирский — 2 ч. 38 мин.; от ст. Осиповичи I — 19 мин., от ст. Жлобин — 2 ч. 7 мин.
Ближайший населённый пункт — рабочий посёлок Татарка (расположен примерно в 3 км к западу от остановочного пункта). Также неподалёку от остановочного пункта расположены садоводческие товарищества.
Билетная касса в здании платформы отсутствует; билет на проезд можно оплатить у кассиров (электропоезда на данном участке сопровождаются кассирами) или приобрести онлайн.